# Club Patí Voltregà femminile
Il Club Patí Voltregà, meglio noto come CP Voltregà o Voltregà, è la sezione femminile dell'omonimo club di hockey su pista avente sede a Sant Hipòlit de Voltregà. I suoi colori sociali sono il bianco e il blu.
Nella sua storia ha vinto in ambito nazionale dieci campionati e 6 Coppe della Regina; in ambito internazionali vanta sei successi in Women's European League.
La squadra disputa le proprie gare interne presso il Pavelló Victorià de la Riba, a Sant Hipòlit de Voltregà.

## Palmarès

### Competizioni nazionali
16 trofei
- Campionato spagnolo: 10

2002, 2005, 2006, 2007, 2008, 2010-2011, 2011-2012, 2012-2013, 2013-2014, 2015-2016
- Coppa della Regina: 6

2006, 2007, 2008, 2011, 2014, 2017

### Competizioni internazionali
6 trofei
- CERH Women's European League: 6

2007-2008, 2010-2011, 2012-2013, 2015-2016, 2016-2017, 2018-2019